# Ендоскопічна ретроградна холангіопанкреатографія

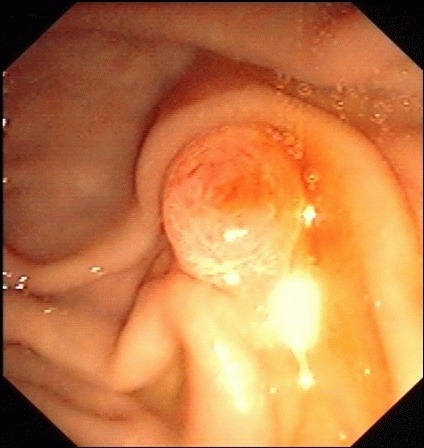
Незмінений фатеровий сосочок (papilla vateri).

ЕРХП: незмінені жовчні та підшлункові протоки, камені різного розміру в жовчному міхурі та в протоках жовчного міхура

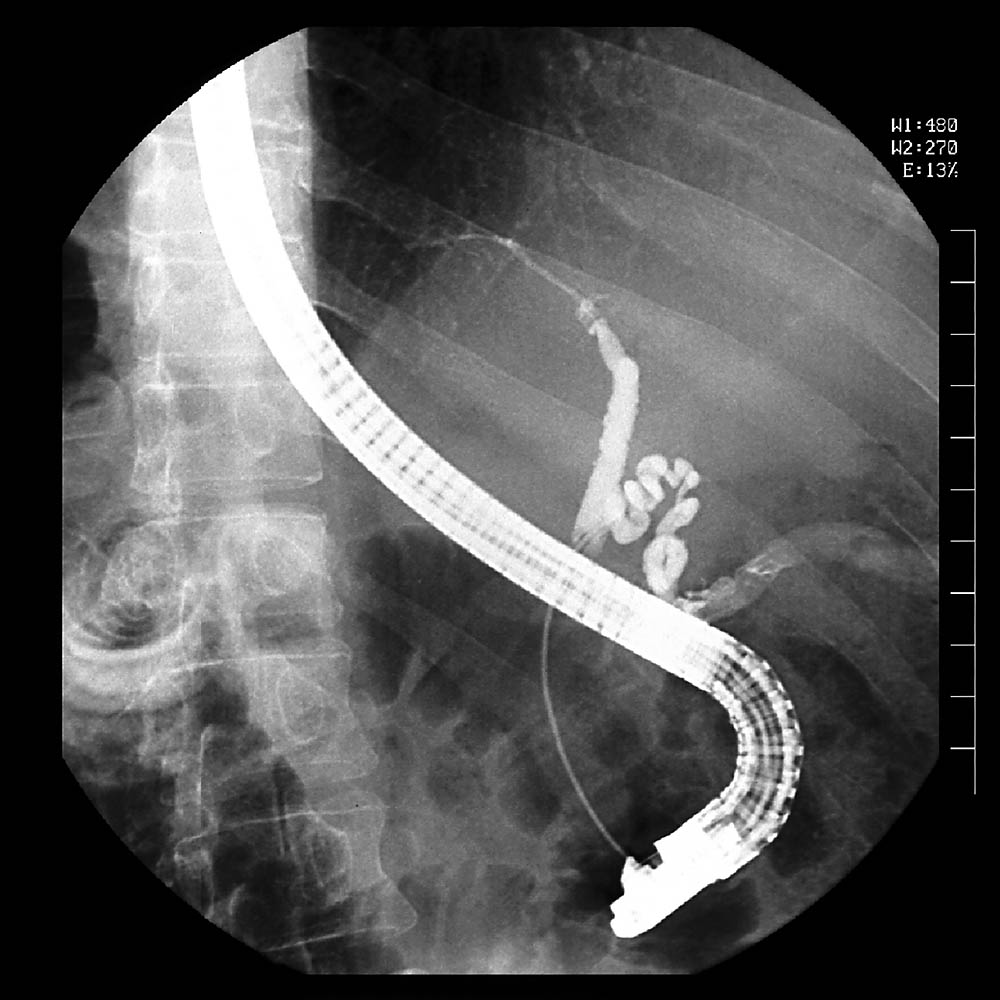
Терапевтична ЕРХП для корекції звуження жовчних проток внаслідок первиного склерозуючого холангіту (ПСГ). Виразно видно звивисту протоку жовчний міхура.

Ендоскопічна ретроградна холангіопанкреатографія (ЕРХП) (Endoscopic retrograde cholangiopancreatography), (ERCP) — це ендоскопічний метод, за допомогою якого можна проводити діагностичні та терапевтичні втручання. Окрім візуалізації жовчних проток, жовчного міхура та підшлункової залози з рентгеноконтрастними речовинами, також можуть бути видалені конкременти (камені), або проведене розширення просвіту жовчних проток (Papilla vateri). Ендоскопічна ретроградна холангіографія (ERC) не показує протоки підшлункової залози при гострому панкреатиті. Перші ЕРХП проведені в Боннському університеті з 1977 по 1979 рік.

## Терапевтичні покази
- холедохолітіаз;
- гострий обтураційний холангіт (ургентний показ);
- гострий біліарний панкреатит і гострий рецидивуючий панкреатит невідомої етіології;
- стеноз жовчних шляхів непухлинного походження;
- стеноз жовчних шляхів пухлинного походження (якщо пацієнту не показане хірургічне лікування);
- ятрогенне пошкодження жовчних шляхів;
- рак або аденома сосочка Фатера;
- ретенційний синдром після холедоходуоденостомії;
- хронічний панкреатит (панкреатична сфінктеротомія, евакуація конкрементів із панкреатичних шляхів, стентування головної протоки підшлункової залози);
- псевдокіста підшлункової залози;
- панкреатична нориця внаслідок пошкодження протоки підшлункової залози.[2]

## Виконання
Ендоскоп вводиться через рот в дванадцятипалу кишку, де оглядається і зондується фатеровий сосочок (Papilla vateri), гирло спільної протоки жовчних і підшлункових вивідних шляхів. Контрастна речовина вводиться в жовчні протоки ретроградно, тобто всупереч нормальному напрямку потоку жовчі. Під рентген контролем оцінюють звуження проток, наприклад, внаслідок жовчних каменів (холедохолітіаз), або пухлин.
Перевагою ЕРХП є можливість також одночасно проводити терапію на додаток до діагностики, наприклад, за допомогою інструменту для видалення або роздрібнення каменю, який просувається по робочому каналу ендоскопа. Це видаляє жовчні камені, які вийшли з жовчного міхура в жовчні протоки і вклинилися на вузькому кінці перед фатеровим сосочком. Якщо камінь занадто великий, щоб пройти через розріз або розширений сосочок, заздалегідь виконують механічну, або лазерну літотрипсію.
Якщо інструменти неможливо просунути в жовчний канал, отвір сосочка розрізається спеціальним катетером з рухомим електрично зарядженим дротом. Цей процес називається ендоскопічною папілотомією (ЕПТ). Іноді сосочковий отвір розширюється за допомогою повітряного балону.
Терапевтично значущим є причина звуження, наприклад звуження спричиненне пухлинами або запаленням, можна виправити, введенням стента, що відновить потік жовчі та секрету підшлункової залози. Також можливо взяти проби (біопсія), щоб підтвердити підозру на пухлину або запалення за допомогою гістологічного дослідження. Жовчний проток можна також оглянути безпосередньо за допомогою холангіоскопа, який просувається по робочому каналу ендоскопа (Mother-Baby-Technic). Крім того, жовчний проток може бути сонографічно досліджений зондом, (внутрішньопротоковим ультразвуком) (IDUS), який також просувається по робочому каналу.
Ризики і ускладнення ЕРХП незначні, та трапляються рідко. Залежно від основного захворювання можуть траплятися інфекції жовчних проток (холангіт) або жовчного міхура (холецистит), запалення підшлункової залози (панкреатит) або навіть травма стінки шлунка або кишечника (перфорація).
Альтернативним методом є ПТК (Перкутанна транспечінкова холангіографія). Зазвичай віна проводиться, коли ЕРХП, за показами неможлива. Іншими методами діагностики (але не для терапії) є ендосонографія та МРХП(магнітно-резонансна холангіопанкреатографія).

## Протипокази
Такі ж, як і при езофагогастродуоденоскопії, а також: стеноз верхнього відділу ШКТ (стравоходу, кардіального відділу, пілоричного відділу або цибулини дванадцятипалої кишки) з діаметром меншим, аніж діаметр гастродуоденоскопу; перфорація ШКТ; вагітність; нескореговані розлади гемостазу.

## Вебпосилання
- ЕРХП-зображення в атласі ендоскопії [Архівовано 13 квітня 2016 у Wayback Machine.]